# Paracoryphella islandica
Paracoryphella islandica (Odhner, 1937) è un mollusco nudibranchio della famiglia Paracoryphellidae.